# Paravima goodnightorum
Paravima goodnightorum is een hooiwagen uit de familie Agoristenidae. De originele naamcombinatie (protoniem) was Paravima goodnightorum Caporiacco, 1951. Het was een spelfout als "goodnightiorum" gesteld door Hallan (2006-). Een synoniemnaam is Paravima flumencaurimarensis González-Sponga 1987, gesteld door García & Villarreal (2023).